# Amarini Villatoro
Marvin Amarini Villatoro de León (ur. 8 lipca 1981 w Cobán) – gwatemalski trener piłkarski, od 2022 roku prowadzi Xelajú MC.

## Życiorys
Villatoro urodził się w mieście Cobán w departamencie Alta Verapaz. Wychowywał się w rodzinie klasy średniej. Od trzeciego do dziewiątego roku życia mieszkał z rodzicami w departamencie Petén, po czym powrócił do Cobánu w celu zdobycia wykształcenia. Dorastał w jednej z biedniejszych dzielnic Cobánu. Ukończył pięcioletnie studia prawnicze na lokalnym uniwersytecie. Równocześnie trenował dziecięce drużyny piłkarskie w skrajnie ubogiej i ogarniętej przestępczością dzielnicy Del Esfuerzo 2. Podczas jednego z miejskich turniejów został zauważony przez Juana Luisa Hernándeza Fuertesa – trenera pierwszoligowego zespołu Cobán Imperial – który zaproponował mu poprowadzenie klubowej drużyny do lat piętnastu. W szkółce juniorskiej Imperial pracował w latach 2005–2006.
Profesjonalną pracę trenerską rozpoczął w Kostaryce, gdzie najpierw trenował juniorów CS Cartaginés, a następnie był asystentem trenera Johnny'ego Chavesa w drużynie Municipal Pérez Zeledón (2006–2007). Po powrocie do ojczyzny objął czwartoligowy Los Potros, z którym w 2008 roku awansował do trzeciej ligi gwatemalskiej. W 2011 wprowadził z kolei trzecioligowy Deportivo Sayaxché do drugiej ligi. W późniejszym czasie był również trenerem innych drugoligowych zespołów – kolejno Cobán Imperial, drugi raz Deportivo Sayaxché, Deportivo Carchá, trzeci raz Deportivo Sayaxché i Deportivo Jocotán. W maju 2015 został asystentem trenera Ariela Seny w pierwszoligowym Deportivo Guastatoya, zdobywając w tej roli wicemistrzostwo Gwatemali (sezon Apertura 2015). Po tym sukcesie ponownie objął drugoligowy Deportivo Jocotán, gdzie pracował przez pół roku. 
W maju 2016 Villatoro powrócił do Deportivo Guastatoya, tym razem w roli pierwszego trenera. W młodym wieku otrzymał tym samym szansę na poprowadzenie pierwszoligowej drużyny, potwierdzając swoją renomę jednego z czołowych szkoleniowców w kraju. Ze skromnym zespołem, dysponującym bardzo ograniczoną kadrą i możliwościami finansowymi, wywalczył w wiosennym sezonie Clausura 2017 tytuł wicemistrza Gwatemali. Rok później – w sezonie Clausura 2018 – zdobył natomiast pierwsze w historii Guastatoyi mistrzostwo Gwatemali. Został tym samym najmłodszym trenerem (35 lat), który wygrał ligę gwatemalską. Pół roku później obronił z Guastatoyą tytuł mistrzowski.
W marcu 2019 został ogłoszony selekcjonerem reprezentacji Gwatemali.